# Division IIA du Championnat du monde de hockey sur glace 2016
Navigation
Division IIA en 2015 Division IIA en 2017
Le tournoi de la Division IIA du Championnat du monde de hockey sur glace 2016 se déroule à Jaca en Espagne du 9 au 15 avril 2016.  

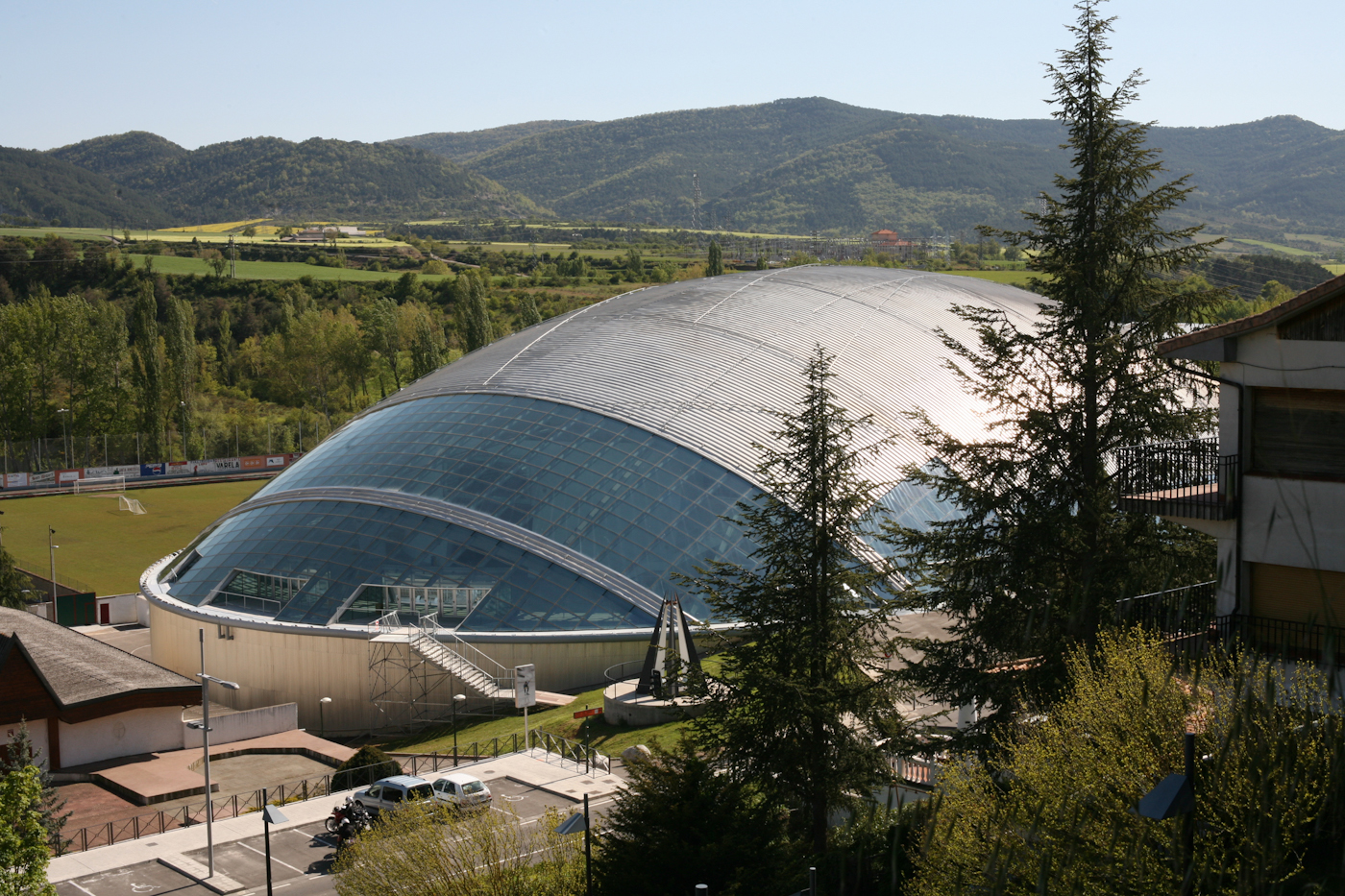
Vue du Pabellón de Hielo à Jaca

| \| Localisation de Jaca dans le Nord de l'Espagne. \| Localisation de Jaca dans le Nord de l'Espagne. |
| Localisation de Jaca dans le Nord de l'Espagne.                                                       |

## Format de la compétition

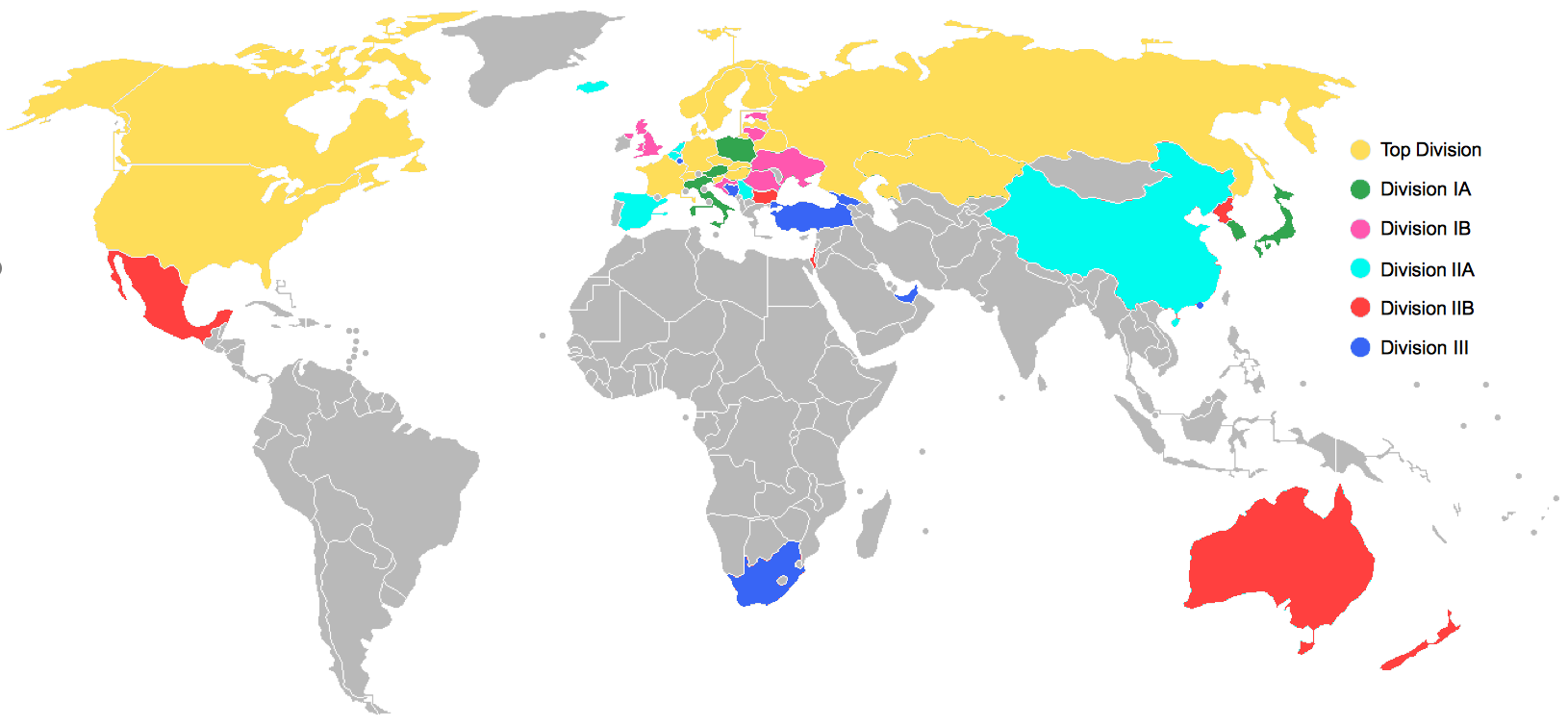
Nations participant au Championnat du monde de hockey sur glace 2016, par division.

Le Championnat du monde de hockey sur glace est un ensemble de plusieurs tournois regroupant les nations en fonction de leur niveau. Les meilleures équipes disputent le titre dans la Division Élite.
Le groupe principal (Division Élite) regroupe 16 équipes réparties en deux poules de 8 qui disputent un tour préliminaire. Les 4 premiers de chaque poule sont qualifiés pour les quarts de finale et les derniers sont relégués en Division IA.
Pour les autres divisions qui comptent 6 équipes (sauf la Division III qui en compte 7), les équipes s’affrontent entre elles et, à l'issue de cette compétition, le premier est promu dans la division supérieure et le dernier est relégué dans la division inférieure.
Lors des phases de poule, les points sont attribués ainsi :
- 3 points pour une victoire dans le temps réglementaire ;
- 2 points pour une victoire en prolongation ou aux tirs de fusillade ;
- 1 point pour une défaite en prolongation ou aux tirs de fusillade ;
- aucun point pour une défaite dans le temps réglementaire.

## Matches
| 9 avril 2016 | Belgique | 5-4 (TB) (2-2, 2-1, 0-1, 0-0, 1-0) | Islande | Pabellón de Hielo 120 spectateurs |

| Feuille de match | Feuille de match | Feuille de match                    | Feuille de match | Feuille de match                                                 |
| ---------------- | --- | ----------------------------------- | --- | ---------------------------------------------------------------- |
|                  | - de Smet (van den Bogaert, Distate) — 11 min 6 s Pellegrims (Gyesbreghs, B. Kolodziejczyk) — 18 min 34 s (SN) - Paulus (Vercammen) — 30 min 43 s B. Kolodziejczyk (Pellegrims) — 31 min 32 s - de Smet — 65 min (TB) | 0-1 0-2 1-2 2-2 2-3 3-3 4-3 4-4 5-4 | Helgason (Pålsson, Hedström) — 2 min 2 s Sigurdsson — 5 min 39 s - Sigurdsson — 29 min 22 s - Sigurdarson (Helgason) — 59 min 37 s (JS) | Arbitrage : Rasmus Toppel Juges de ligne Daniel Hynek Rudy Meyer |
| Jansen           | Gardiens | Sigurbergsson                       | | Arbitrage : Rasmus Toppel Juges de ligne Daniel Hynek Rudy Meyer |
| 12 min           | Pénalités | 10 min                              | | Arbitrage : Rasmus Toppel Juges de ligne Daniel Hynek Rudy Meyer |
| 37               | Tirs | 37                                  | | Arbitrage : Rasmus Toppel Juges de ligne Daniel Hynek Rudy Meyer |

| 9 avril 2016 | Serbie | 2-3 (0-0, 2-3, 0-0) | Pays-Bas | Pabellón de Hielo 850 spectateurs |

| Feuille de match | Feuille de match                                                                     | Feuille de match    | Feuille de match                                                                                            | Feuille de match                                                    |
| ---------------- | ------------------------------------------------------------------------------------ | ------------------- | --- | ------------------------------------------------------------------- |
|                  | - Rakovic (Ristic, Djumić) — 36 min 17 s Popravka (Vučurević, Lukovic) — 38 min 26 s | 0-1 0-2 0-3 1-3 2-3 | Hermens (van Nes) — 23 min 9 s van Nes (Hermens) — 26 min 59 s K. Bruijsten (Tummers, Joly) — 31 min 38 s - | Arbitrage : Turiy Oskirko Juges de ligne Sergio Biec Emil Yletyinen |
| Ranković         | Gardiens                                                                             | Idzenga             | | Arbitrage : Turiy Oskirko Juges de ligne Sergio Biec Emil Yletyinen |
| 10 min           | Pénalités                                                                            | 6 min               | | Arbitrage : Turiy Oskirko Juges de ligne Sergio Biec Emil Yletyinen |
| 31               | Tirs                                                                                 | 41                  | | Arbitrage : Turiy Oskirko Juges de ligne Sergio Biec Emil Yletyinen |

| 9 avril 2016 | Chine | 0-2 (0-1, 0-0, 0-1) | Espagne | Pabellón de Hielo 1 500 spectateurs |

| Feuille de match | Feuille de match | Feuille de match | Feuille de match                                            | Feuille de match                                                        |
| ---------------- | ---------------- | ---------------- | ----------------------------------------------------------- | ----------------------------------------------------------------------- |
|                  | -                | 0-1 0-2          | P. Muñoz — 8 min 39 s Ubieto (A. Garcia) — 56 min 37 s (SN) | Arbitrage : Eduard Ibatulin Juges de ligne Lukas Kacej Viktor Zinchenko |
| Xia S.           | Gardiens         | Alcaine          |                                                             | Arbitrage : Eduard Ibatulin Juges de ligne Lukas Kacej Viktor Zinchenko |
| 12 min           | Pénalités        | 8 min            |                                                             | Arbitrage : Eduard Ibatulin Juges de ligne Lukas Kacej Viktor Zinchenko |
| 15               | Tirs             | 34               |                                                             | Arbitrage : Eduard Ibatulin Juges de ligne Lukas Kacej Viktor Zinchenko |

| 10 avril 2016 | Belgique | 4-2 (1-2, 1-0, 2-0) | Serbie | Pabellón de Hielo 150 spectateurs |

| Feuille de match | Feuille de match | Feuille de match        | Feuille de match                                                      | Feuille de match                                                  |
| ---------------- | --- | ----------------------- | --------------------------------------------------------------------- | ----------------------------------------------------------------- |
|                  | de Smet (Bremer, van den Bogaert) — 49 s - van den Bogaert (Dewin) — 33 min 6 s (SN) van den Bogaert (Paulus) — 46 min 18 s van den Bogaert (B. Kolodziejczyk, de Smet) — 59 min 25 s (SN + CV) | 1-0 1-1 1-2 2-2 3-2 4-2 | - Ristic — 14 min 55 s Sretovic (Popravka, Vučurević) — 18 min 30 s - | Arbitrage : Przemyslav Kepa Juges de ligne Lukas Kacej Rudy Meyer |
| Prodi            | Gardiens | Ranković                |                                                                       | Arbitrage : Przemyslav Kepa Juges de ligne Lukas Kacej Rudy Meyer |
| 10 min           | Pénalités | 12 min                  |                                                                       | Arbitrage : Przemyslav Kepa Juges de ligne Lukas Kacej Rudy Meyer |
| 30               | Tirs | 46                      |                                                                       | Arbitrage : Przemyslav Kepa Juges de ligne Lukas Kacej Rudy Meyer |

| 10 avril 2016 | Islande | 7-4 (3-2, 2-, 2-0) | Chine | Pabellón de Hielo 250 spectateurs |

| Feuille de match                         | Feuille de match | Feuille de match                            | Feuille de match                                                                                            | Feuille de match                                                  |
| ---------------------------------------- | --- | ------------------------------------------- | --- | ----------------------------------------------------------------- |
|                                          | Leifsson (Helgason, R. Hedström) — 3 min 28 s Andresson (Gudnason, Sigrunarson) — 12 min 27 s - Leifsson — 17 min 41 s - Sigurdarson (Sigurdsson, Jonsson) — 20 min 12 s R. Hedström (Helgason, Jonsson) — 24 min 3 s (SN) - Alengård (Palsson) — 44 min 8 s (IN) Sigurdarson (Sigurdsson) — 58 min 34 s (SN) | 1-0 2-0 2-1 3-1 3-2 4-2 5-2 5-3 5-4 6-4 7-4 | - Xia T. (Chen) — 12 min 35 s - Zhu (Zhang C., Yang) — 19 min 40 s - Yang — 28 min Zhang C. — 35 min 32 s - | Arbitrage : Yuriy Oskirko Juges de ligne Sergio Biec Daniel Hynek |
| Hedström (40 min) Sigurbergsson (20 min) | Gardiens | Xia S. (24 min 3 s) Sun (35 min 57 s)       | | Arbitrage : Yuriy Oskirko Juges de ligne Sergio Biec Daniel Hynek |
| 14 min                                   | Pénalités | 14 min                                      | | Arbitrage : Yuriy Oskirko Juges de ligne Sergio Biec Daniel Hynek |
| 47                                       | Tirs | 21                                          | | Arbitrage : Yuriy Oskirko Juges de ligne Sergio Biec Daniel Hynek |

| 10 avril 2016 | Pays-Bas | 3-2 (pr) (0-0, 0-2, 2-0, 1-0) | Espagne | Pabellón de Hielo 1 100 spectateurs |

| Feuille de match | Feuille de match | Feuille de match    | Feuille de match                                                                 | Feuille de match                                                    |
| ---------------- | --- | ------------------- | -------------------------------------------------------------------------------- | ------------------------------------------------------------------- |
|                  | - K. Bruijsten (Tummers, van Gestel) — 51 min 49 s (SN) K. Bruijsten (Tummers) — 58 min 31 s van Gestel (Tummers) — 62 min 4 s | 0-1 0-2 1-2 2-2 3-2 | G. Betran (Quevedo, Carbonell) — 25 min 42 s (SN) Brabo (P. Muñoz) — 39 min 37 s | Arbitrage : Rasmus Toppel Juges de ligne Attila Nagy Emil Yletyinen |
| Idzenga          | Gardiens | Alcaine             |                                                                                  | Arbitrage : Rasmus Toppel Juges de ligne Attila Nagy Emil Yletyinen |
| 6 min            | Pénalités | 39 min              |                                                                                  | Arbitrage : Rasmus Toppel Juges de ligne Attila Nagy Emil Yletyinen |
| 38               | Tirs | 22                  |                                                                                  | Arbitrage : Rasmus Toppel Juges de ligne Attila Nagy Emil Yletyinen |

| 12 avril 2016 | Pays-Bas | 3-0 (2-0, 0-0, 1-0) | Islande | Pabellón de Hielo 102 spectateurs |

| Feuille de match | Feuille de match | Feuille de match | Feuille de match | Feuille de match                                                      |
| ---------------- | --- | ---------------- | ---------------- | --------------------------------------------------------------------- |
|                  | Joly (Tummers, Oosterveld) — 7 min 21 s (IN) Hermens (Kick) — 8 min 47 s K. Bruijsten (Joly, Tummers) — 59 min 37 s (CV) | 1-0 2-0 3-0      | -                | Arbitrage : Yuriy Oskirko Juges de ligne Attila Nagy Viktor Zinchenko |
| Idzenga          | Gardiens | Hedström         |                  | Arbitrage : Yuriy Oskirko Juges de ligne Attila Nagy Viktor Zinchenko |
| 18 min           | Pénalités | 14 min           |                  | Arbitrage : Yuriy Oskirko Juges de ligne Attila Nagy Viktor Zinchenko |
| 53               | Tirs | 25               |                  | Arbitrage : Yuriy Oskirko Juges de ligne Attila Nagy Viktor Zinchenko |

| 12 avril 2016 | Belgique | 3-2 (pr) (1-0, 1-1, 0-1, 1-0) | Chine | Pabellón de Hielo 148 spectateurs |

| Feuille de match | Feuille de match | Feuille de match    | Feuille de match                                                       | Feuille de match                                                   |
| ---------------- | --- | ------------------- | ---------------------------------------------------------------------- | ------------------------------------------------------------------ |
|                  | van den Bogaert (de Smet, Distate) — 2 min 36 s (SN) - Bremer (Thurura, Paulus) — 36 min 30 s - Bremer (B. Kolodziejczyk, Gyesbreghs) — 63 min 42 s (SN) | 1-0 1-1 2-1 2-2 3-2 | - Yang (Hu) — 35 min 29 s (2 SN) - Zhang H. (Zhang Z.) — 40 min 36 s - | Arbitrage : Eduard Ibatulin Juges de ligne Sergio Biec Lukas Kacej |
| Prodi            | Gardiens | Xia S.              |                                                                        | Arbitrage : Eduard Ibatulin Juges de ligne Sergio Biec Lukas Kacej |
| 12 min           | Pénalités | 20 min              |                                                                        | Arbitrage : Eduard Ibatulin Juges de ligne Sergio Biec Lukas Kacej |
| 46               | Tirs | 23                  |                                                                        | Arbitrage : Eduard Ibatulin Juges de ligne Sergio Biec Lukas Kacej |

| 12 avril 2016 | Serbie | 3-4 (TB) (1-0, 1-1, 1-2, 0-0, 0-1) | Espagne | Pabellón de Hielo 950 spectateurs |

| Feuille de match | Feuille de match | Feuille de match            | Feuille de match | Feuille de match                                                      |
| ---------------- | --- | --------------------------- | --- | --------------------------------------------------------------------- |
|                  | Popravka (Vučurević, Filipovic) — 4 min 33 s - Rakovic (Bjelogrlić) — 27 min 20 s - Milovanovic (Dujmić) — 51 min 5 s | 1-0 1-1 2-1 2-2 2-3 3-3 3-4 | - G. Betran — 21 min 12 s (SN) - Puyuelo (Ubieto) — 48 min 25 s Quevedo (Puyuelo, Ubieto) — 50 min 17 s - Fuentes — 65 min (TB) | Arbitrage : Przemyslav Kepa Juges de ligne Daniel Hynek Emil Yletinen |
| Ranković         | Gardiens | Alcaine                     | | Arbitrage : Przemyslav Kepa Juges de ligne Daniel Hynek Emil Yletinen |
| 16 min           | Pénalités | 4 min                       | | Arbitrage : Przemyslav Kepa Juges de ligne Daniel Hynek Emil Yletinen |
| 25               | Tirs | 38                          | | Arbitrage : Przemyslav Kepa Juges de ligne Daniel Hynek Emil Yletinen |

| 14 avril 2016 | Chine | 0-9 (0-3, 0-2, 0-4) | Pays-Bas | Pabellón de Hielo 60 spectateurs |

| Feuille de match             | Feuille de match | Feuille de match                       | Feuille de match | Feuille de match                                                  |
| ---------------------------- | ---------------- | -------------------------------------- | --- | ----------------------------------------------------------------- |
|                              | -                | 0-1 0-2 0-3 0-4 0-5 0-6 0-7 0-8 0-9    | Joly (Melissant) — 8 s K. Bruijsten (Tummers, Joly) — 13 min 28 s Kick (Hermens) — 15 min 32 s Tummers (Nagtzaam, van Bentem) — 31 min 9 s van Bantem — 34 min 35 s van Lijden (van Bentem, Nagtzaam) — 41 min 57 s (SN) van Lijden (Marx, Smid) — 45 min 40 s van Lijden (Wurm, Oosterveld) — 50 min 45 s Kick (Smid, Hermens) — 53 min 13 s (SN) | Arbitrage : Rasmus Toppel Juges de ligne Sergio Biec Daniel Hynek |
| Xia S. (20 min) Sun (40 min) | Gardiens         | Idzenga (40 min) Leeuwesteijn (20 min) | | Arbitrage : Rasmus Toppel Juges de ligne Sergio Biec Daniel Hynek |
| 8 min                        | Pénalités        | 8 min                                  | | Arbitrage : Rasmus Toppel Juges de ligne Sergio Biec Daniel Hynek |
| 23                           | Tirs             | 49                                     | | Arbitrage : Rasmus Toppel Juges de ligne Sergio Biec Daniel Hynek |

| 14 avril 2016 | Islande | 3-6 (3-0, 0-4, 0-2) | Serbie | Pabellón de Hielo 120 spectateurs |

| Feuille de match | Feuille de match | Feuille de match                    | Feuille de match | Feuille de match                                                      |
| ---------------- | --- | ----------------------------------- | --- | --------------------------------------------------------------------- |
|                  | Andrésson (Alengård, Helgason) — 1 min 29 s (SN) Leifsson (Alengård) — 8 min 15 s Andrésson (Gudnason) — 14 min 15 s - | 1-0 2-0 3-0 3-1 3-2 3-3 3-4 3-5 3-6 | - Sretovic — 21 min 35 s (SN) Filipovic — 23 min 37 s Sretovic (Lukovic, Djumić) — 31 min 27 s Bjelogrlić (Ilic, Bibic) — 34 min 12 s (SN) Lestaric (Bibic, Rakovic) — 42 min 41 s Bjelogrlić (Bibic) — 53 min 26 s (SN) | Arbitrage : Eduard Ibatulin Juges de ligne Lukas Kacej Emil Yletyinen |
| Hedström         | Gardiens | Ranković                            | | Arbitrage : Eduard Ibatulin Juges de ligne Lukas Kacej Emil Yletyinen |
| 24 min           | Pénalités | 16 min                              | | Arbitrage : Eduard Ibatulin Juges de ligne Lukas Kacej Emil Yletyinen |
| 36               | Tirs | 53                                  | | Arbitrage : Eduard Ibatulin Juges de ligne Lukas Kacej Emil Yletyinen |

| 14 avril 2016 | Espagne | 4-1 (3-0, 1-1, 0-0) | Belgique | Pabellón de Hielo 1 150 spectateurs |

| Feuille de match | Feuille de match | Feuille de match                        | Feuille de match                                           | Feuille de match                                                        |
| ---------------- | --- | --------------------------------------- | ---------------------------------------------------------- | ----------------------------------------------------------------------- |
|                  | Puyuelo (Quevedo, A. Hernandez) — 5 min 19 s Fuentes (Ubieto) — 11 min 6 s Solorzano (J. Muñoz, Fuentes) — 13 min 56 s - J. Muñoz (Fuentes, Solorzano) — 32 min 37 s | 1-0 2-0 3-0 3-1 4-1                     | - Pellegrims (B. Kolodziejczyk, Vercammen) — 25 min 59 s - | Arbitrage : Przemyslav Kepa Juges de ligne Attila Nagy Viktor Zinchenko |
| Alcaine          | Gardiens | Prodi (11 min 6 s) Jansen (48 min 54 s) |                                                            | Arbitrage : Przemyslav Kepa Juges de ligne Attila Nagy Viktor Zinchenko |
| 10 min           | Pénalités | 6 min                                   |                                                            | Arbitrage : Przemyslav Kepa Juges de ligne Attila Nagy Viktor Zinchenko |
| 32               | Tirs | 28                                      |                                                            | Arbitrage : Przemyslav Kepa Juges de ligne Attila Nagy Viktor Zinchenko |

| 15 avril 2016 | Serbie | 3-0 (0-0, 2-0, 1-0) | Chine | Pabellón de Hielo 67 spectateurs |

| Feuille de match                               | Feuille de match                                                                                              | Feuille de match | Feuille de match | Feuille de match                                                 |
| ---------------------------------------------- | --- | ---------------- | ---------------- | ---------------------------------------------------------------- |
|                                                | Sretovic (Popravka, Rakovic) — 20 min 45 s Rakovic (Podunavac) — 32 min 8 s Lukovic (Filipovic) — 45 min 22 s | 1-0 2-0 3-0      | -                | Arbitrage : Rasmus Toppel Juges de ligne Sergio Biec Attila Nagy |
| Ranković (55 min 37 s) Stepanović (4 min 23 s) | Gardiens | Xia S.           |                  | Arbitrage : Rasmus Toppel Juges de ligne Sergio Biec Attila Nagy |
| 8 min                                          | Pénalités | 12 min           |                  | Arbitrage : Rasmus Toppel Juges de ligne Sergio Biec Attila Nagy |
| 44                                             | Tirs | 18               |                  | Arbitrage : Rasmus Toppel Juges de ligne Sergio Biec Attila Nagy |

| 15 avril 2016 | Pays-Bas | 6-2 (3-0, 1-1, 2-1) | Belgique | Pabellón de Hielo 250 spectateurs |

| Feuille de match | Feuille de match | Feuille de match                | Feuille de match                                                                                      | Feuille de match                                                         |
| ---------------- | --- | ------------------------------- | --- | ------------------------------------------------------------------------ |
|                  | Wurm (Nagtzaam, van Bentem) — 4 min 43 s (2 SN) Melissant (Joly, K. Bruijsten) — 12 min 4 s Oosterveld (Tummers, van Gestel) — 15 min 27 s van Lijden (van Nes) — 32 min 41 s - Wurm (van Bentem) — 44 min 27 s van Lijden (van Bantem, Nagtzaam) — 48 min 39 s (SN) - | 1-0 2-0 3-0 4-0 4-1 5-1 6-1 6-2 | - A. Kolodziejczyk (Gyesbreghs, van Rooy) — 37 min 21 s - Vercammen (Goris, Gyesbreghs) — 53 min 46 s | Arbitrage : Yutiy Oskirko Juges de ligne Emil Yletyinen Viktor Zinchenko |
| Idzenga          | Gardiens | Jansen                          | | Arbitrage : Yutiy Oskirko Juges de ligne Emil Yletyinen Viktor Zinchenko |
| 31 min           | Pénalités | 14 min                          | | Arbitrage : Yutiy Oskirko Juges de ligne Emil Yletyinen Viktor Zinchenko |
| 43               | Tirs | 24                              | | Arbitrage : Yutiy Oskirko Juges de ligne Emil Yletyinen Viktor Zinchenko |

| 15 avril 2016 | Espagne | 5-2 (1-1, 2-1, 2-0) | Islande | Pabellón de Hielo 1 480 spectateurs |

| Feuille de match | Feuille de match | Feuille de match            | Feuille de match                                                                                        | Feuille de match                                                    |
| ---------------- | --- | --------------------------- | --- | ------------------------------------------------------------------- |
|                  | Pantoja (P. Muñoz) — 8 min 42 s (SN) - Brabo (Carbonell, P. Muñoz) — 34 min 18 s - G. Gonzalez (Quevedo, Vicente) — 38 min 2 s Solorzano (P. Muñoz) — 48 min 26 s J. Muñoz — 51 min 41 s | 1-0 1-1 2-1 2-2 3-2 4-2 5-2 | - Mikaelsson (Sigurdsson, Sigurdarson) — 12 min 36 s - Leifsson (Alengård, R. Hedström) — 34 min 43 s - | Arbitrage : Eduard Ibatulin Juges de ligne Daniel Hynek Lukas Kacej |
| I. Garcia        | Gardiens | Sigurbergsson               | | Arbitrage : Eduard Ibatulin Juges de ligne Daniel Hynek Lukas Kacej |
| 8 min            | Pénalités | 20 min                      | | Arbitrage : Eduard Ibatulin Juges de ligne Daniel Hynek Lukas Kacej |
| 27               | Tirs | 25                          | | Arbitrage : Eduard Ibatulin Juges de ligne Daniel Hynek Lukas Kacej |

## Classement final
| Clt   | Équipe       | PJ | V | VP | D | DP | BP | BC | Diff | Pts |
| ----- | ------------ | -- | - | -- | - | -- | -- | -- | ---- | --- |
| +001, | Pays-Bas (R) | 5  | 4 | 1  | 0 | 0  | 24 | 6  | +18  | 14  |
| +002, | Espagne      | 5  | 3 | 1  | 0 | 1  | 17 | 9  | +8   | 12  |
| +003, | Belgique     | 5  | 1 | 2  | 2 | 0  | 15 | 18 | -3   | 7   |
| +004, | Serbie       | 5  | 2 | 0  | 2 | 1  | 16 | 14 | +2   | 7   |
| +005, | Islande      | 5  | 1 | 0  | 3 | 1  | 16 | 23 | -7   | 4   |
| +006, | Chine (P)    | 5  | 0 | 0  | 4 | 1  | 6  | 24 | -18  | 1   |

- Promu en Division IB en 2017
- Relégué en Division IIB en 2017

Pour les significations des abréviations, voir statistiques du hockey sur glace.

## Statistiques et récompenses individuelles
Meilleurs joueurs
- Meilleur gardien : Ander Alcaine (Espagne)
- Meilleur défenseur : Erik Tummers (Pays-Bas)
- Meilleur attaquant : Ben van den Bogaert (Pays-Bas)

| Clt | Joueur              | Équipe   | PJ | B | A | Pts | Pun | +/- |
| --- | ------------------- | -------- | -- | - | - | --- | --- | --- |
| 1   | Erik Tummers        | Pays-Bas | 5  | 1 | 8 | 9   | 2   | +11 |
| 2   | Kevin Bruijsten     | Pays-Bas | 5  | 5 | 1 | 6   | 4   | +5  |
| 3   | Ben van den Bogaert | Belgique | 5  | 4 | 2 | 6   | 2   | 0   |
| 4   | Raphaël Joly        | Pays-Bas | 5  | 2 | 4 | 6   | 29  | +6  |
| 5   | Alan van Bentem     | Pays-Bas | 5  | 1 | 5 | 6   | 4   | +2  |
| 6   | Julian van Lijden   | Pays-Bas | 5  | 5 | 0 | 5   | 2   | +2  |
| 7   | Yoren de Smet       | Belgique | 5  | 3 | 2 | 5   | 6   | +2  |
| 7   | Nenad Rakovic       | Serbie   | 5  | 3 | 2 | 5   | 0   | +5  |
| 9   | Max Hermens         | Pays-Bas | 5  | 2 | 3 | 5   | 6   | +4  |
| 9   | Robert Sigurdsson   | Islande  | 5  | 2 | 3 | 5   | 0   | -1  |

| Clt | Joueur              | Équipe   | PJ | Min      | BC | Moy  | %Arr  | Bl |
| --- | ------------------- | -------- | -- | -------- | -- | ---- | ----- | -- |
| 1   | Sjoerd Idzenga      | Pays-Bas | 5  | 282 h 4  | 6  | 1,28 | 94,83 | 1  |
| 2   | Ander Alcaine       | Espagne  | 4  | 247 h 4  | 7  | 1,70 | 93,40 | 1  |
| 3   | Tom Prodi           | Belgique | 3  | 134 h 48 | 6  | 2,67 | 91,89 | 0  |
| 4   | Arsenije Ranković   | Serbie   | 5  | 299 h 25 | 13 | 2,61 | 91,88 | 0  |
| 5   | Dennis Hedström     | Islande  | 3  | 157 h 28 | 10 | 3,81 | 91,67 | 0  |
| 6   | Xia Shengrong       | Chine    | 5  | 227 h 25 | 16 | 4,22 | 89,81 | 0  |
| 7   | Mike Jansen         | Belgique | 3  | 173 h 54 | 12 | 4,14 | 88,79 | 0  |
| 8   | Snorri Sgurbergsson | Islande  | 3  | 144 h 28 | 12 | 4,98 | 82,86 | 0  |

Nota : seuls sont classés les gardiens ayant joué au minimum 40 % du temps de jeu de leur équipe.
Pour les significations des abréviations, voir statistiques du hockey sur glace.